# Соловецкие острова (журнал)
Журнал «Соловецкие острова» (в 1924 году СЛОН) — политико-общественный и воспитательный журнал управления Соловецкими лагерями особого назначения и коллектива РКП (б), который выходил с 1924 года (до № 2 1925 г. журнал назывался «СЛОН») до 1930 года. 

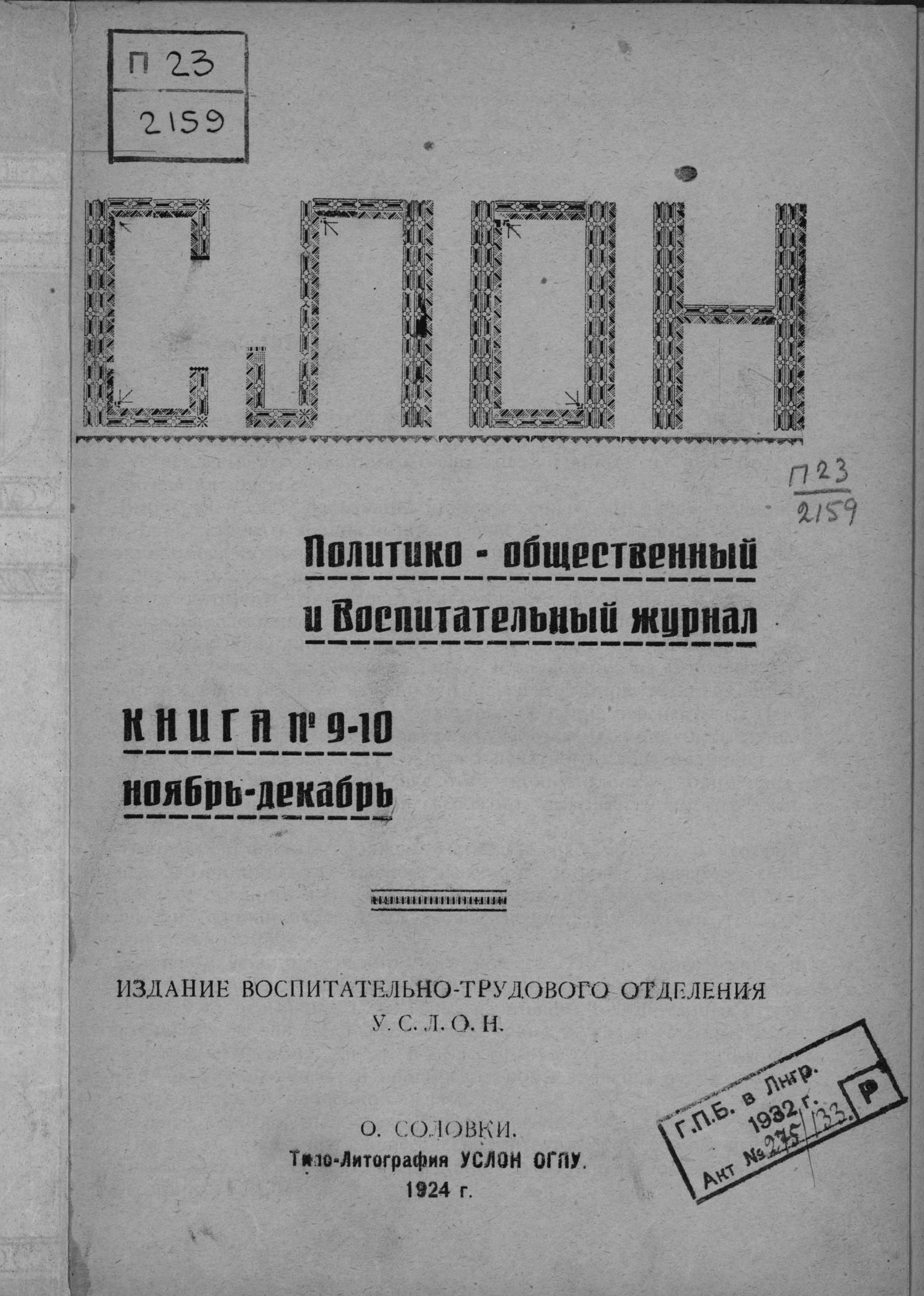
Обложка журнала «Соловецкие острова» 1924 г.

## Назначение
Положение о Соловецких лагерях особого назначения ОГПУ от 2 октября 1924 г предусматривало, что «работы заключенных имеют воспитательно-трудовое значение, ставя своей целью приохотить и приучить к труду отбывающих наказание, дав им возможность по выходе из лагерей жить честной трудовой жизнью и быть полезными гражданами СССР». Многотиражная лагерная пресса была ориентирована на вовлечение заключённых в культурно-просветительную работу, ликвидацию безграмотности, получение новых профессий. По образцу СЛОН типографии затем были поставлены во все учреждения ГУЛАГа, даже на отдалённом арктическом острове Вайгач издавалось несколько многотиражных газет.
Опыт Соловецкого лагеря стал основой Постановления Политбюро ЦК ВКП(б) и СНК СССР «Об использовании труда уголовно заключенных» 1929 г., положившего начало системе ГУЛАГ. Интересно, что эта система в плане организации моральных стимулов не отличалась от производства на «воле»: страна ждала творческой инициативы и энтузиазма со стороны не только рабочего класса, но и заключённых. Они так же боролись за переходящие Красные знамёна, занесение имён на доску почёта, участвовали в движении ударников. В исправительно-трудовых учреждениях книжка ударника позволяла получать дополнительное питание, отправлять 3-4 письма в месяц вместо одного, а также переводить семьям до 50 % получаемых денежных премий.
Стимулами участия в социалистическом соревновании стали индивидуальное досрочное освобождение, групповое досрочное освобождение лучших артелей, сокращение сроков, премирование (прогрессивное, индивидуальное, групповое), улучшение жилищных условий и котлового довольствия, первоочередной отпуск товаров (продуктов ларьков). Конференция Соловецких ударных бригад в феврале 1931 г. прошла под лозунгом: «Широкой волной соцсоревнования ответим на новую клевету капиталистов о принудительном труде в СССР!».

## История
Первый тираж (март 1924 года.) вышел в количестве 17 экземпляров и был отпечатан на пишущей машинке. Второй номер, благодаря налаженному литографическому станку, вышел тиражом 50 экземпляров на 90 страницах. Сдвоенный № 9-10 печатался после привоза в лагерь машины-«американки» типографским способом на 120 страницах в количестве 200 экземпляров. «Журнал, возникший на далёком северном острове, развернёт свои печатные страницы для слова, предоставленного самим заключённым, для мысли, сложившейся в обстановке непрекращающегося труда и духовного кипения», — указывалось в передовой статье первого типографского номера.
Тираж журнала постепенно рос до 300-600-900 экземпляров, а цена уменьшалась от 5 рублей до 60 копеек.
В июле месяце 1926 года 7 номер ежемесячного журнала вышел тиражом 900 экземпляров. Редактор — Ф. И. Эйхманс. Авторами статей в этом номере были: Николай Виноградов, Борис Глубоковский, Б. Евреинов, Борис Емельянов, Зорин, В. Кривош — Неманич, Н. Литвин, В. И. Массальский, Д. Н. Матвеев, София Окерман, Агроном Подшувейт, Б. Радо, А. К. Ремер — Работников, Сидоров, В. Смирнов, Цвибельфиш, А. И., М. Н.
В 1927-29 гг. журнал не выходил (его слили с журналом «Карело-Мурманский край»).
С 1929 года издание «Соловецких островов» было возобновлено. Тираж журнала в 1930 году значительно возрос и составил 3000 экземпляров. Номер «5» 1930 года стал последним.
В журнале печатались многие заключённые — поэты, например Кемецкий В. С.. Журнал «Соловецкие острова» продавался по всему Советскому Союзу и даже за рубежом. Стоимость подписки на год составляла 6 рублей, на полгода -- 3 рубля 25 копеек, в розницу один номер стоил 60 копеек.

## Структура издания

Обложка журнала за 1930 год.

Журнал открывался передовой статьёй об актуальных задачах жизни лагеря.
А. Ф. Недзвецкий выступал в нём с политическим обозрением международной обстановки, в котором освещались события за рубежом. В конце 1924 года это были падение в Англии рабочего правительства и возвращение консерваторов, избрание президентом США Кулиджа, признание Советского Союза Францией и гражданская война в Китае.
Т. Тверье опубликовал статью «Исправительно-трудовая система СССР», откликающуюся на публикацию Ширвиндта в «Известиях» № 260 за 25 сентября. Он проанализировал карательное право буржуазных государств и классовый подход к преступнику как к «злому врагу» и «лиходею», борясь с их злой волей концентрацией в каменных мешках и бесчеловечным трудом, который ничего, кроме нравственных мук, не приносит. Советские исправительные учреждения реализуют меры социальной защиты в соответствии с принципами целесообразности в рамках революционной законности, чтобы повлиять на осуждённого и удержать его от дальнейших преступлений. Взамен тюрем создается сеть сельскохозяйственных и фабричных колоний, где в условиях полусвободного труда, за привычными занятиями заключённые скорее осознают свои ошибки. Вот и на Соловках администрация проявляет к заключённым корректность, спокойствие и выдержанность. Многие заключённые живут лучше, чем на воле, где приходится искать работу, и уезжают по окончании срока хорошо экипированные. Применяется условно-досрочное освобождение: только в 1924 году комиссия ВЦИК освободила 450 человек.
Прокурор Верховного Суда СССР П. А. Красиков отчитался о результатах проверки Соловецкого лагеря и Кемского пересыльного пункта. Он отметил, что последний был построен англичанами для своего десанта и в 1924 году был капитально отремонтирован, снабжен печами, кухнями, лазаретом с аптекой и медицинским персоналом. Сообщение с Соловками осуществляют в навигацию два парохода, путь до Москвы занимает 36-38 часов, а переход от Кеми до Соловков 2 часа.
Хозяйство СЛОН обеспечивает почти полную годовую потребность лагеря в мясе и молоке, а всего в хозяйстве трудятся около 3000 человек в различных отраслях. Ведутся ремонты после разрушительного пожара 1923 года, строится новая электростанция, поддерживаются в порядке каналы. Исправительно-трудовой принцип реализуется в досрочном освобождении заключённых, отметившихся безупречным трудом. Пищевой паёк удовлетворительный, а в бытовом отношении лучшие условия предоставлены так называемым политическим, которые питаются намного лучше уголовников и даже лучше красноармейцев, некоторые из них имеют диетический стол с белым хлебом и маслом. Они также без ограничения могут получать с воли посылки, в которым им присылают шоколад, какао, масло, в общем количестве 500—600 пудов в год. Помещения монашеских скитов, отведенные им, являются лучшими на островах: они прекрасно отапливаются, имеют просторные светлые комнаты с видами на море и лес. Решеток, стражи внутри домов нет. Политические никакими работами не заняты, усматривая в этом нарушение своей свободы. Они только должны готовить себе пищу из отпущенных продуктов и поддерживать порядок в помещениях, с чем справляются не очень хорошо. Даже заготовку дров для политических их силами администрации наладить не удается. Всего политических осуждённых на конец 1924 года было 320—330 человек, включая женщин и детей, как родившихся на Соловках, так и привезенных родителями с собой, отмечал прокурор. Уголовные осуждённые относятся к ним отрицательно, так как считают, что те ведут паразитический образ жизни и выдвигают чрезмерные требования к администрации: например, электрического освещения не до 12 ночи, а круглосуточно, размещения приезжающих гостей не в гостинице, а в изоляторе вместе с ними, прогулок не до 18.00, а в любое время суток. Свое сидение в лагере политические изображают как борьбу с советской властью, а апеллируют при этом к заграничной прессе. При обсуждении возможности бюджета удовлетворять растущие требования политических их старосты заявили: «Какое нам дело до ваших бюджетов! Наше единственное желание — чтобы ваш бюджет лопнул, и мы рады по мере сил способствовать этому. Ваша обязанность доставлять нам все, что нам нужно и необходимо».
Культурно-просветительная работа особенно необходима в зимний период, когда прекращается навигация и связь с материком поддерживается только почтой и радио. В лагере работают библиотека, научные и просветительские кружки, читаются лекции, работает театр, спортивные секции.
В центральном лагере имеется больница, на лагерных пунктах — лечебные пункты. За год они получили лекарств на 2000 рублей. Нуждающиеся в смене климата или длительном лечении переводятся с Соловков на материк. За год не было отмечено ни одного случая неоказания помощи заболевшему или смерти от болезни.
Протест против привилегий политических высказал заключённый И. Сухов. «Они вот-вот потребуют для себя денщиков и лошадей для выездов», как требовали до этого предоставления заготовленных чужими руками дров и истопников для прачечной. Политические оскорбительно ведут себя по отношению к красноармейцам, называя их «баранами» и призывая выступать против Советской власти.
Сменовеховец Николай Литвин опубликовал в журнале статью о возвращении белоэмигрантов в Советскую Россию.
В журнале имелся обширный литературный раздел, где публиковались стихи и рассказы заключённых, зарисовки о перевоспитании бывших шпионов и перебежчиков. «Там топоров звенят удары, тут крик погонщика волов, И не поймет келейник старый, что лозунг жизни здесь таков: «Трудись, чтоб после возродиться, полезным гражданином стать, к труду на «воле» обратиться и вновь сюда не попадать!»
Журнал также освещал работу партийной ячейки и будни Соловецкого особого полка ГПУ, работу отделения Доброхима. В лагере торжественно празднуются годовщины Октября и ГПУ, по случаю октябрьского праздника 6, 7 и 8 ноября объявлены выходными. Прошли военный парад и приветствие пионеров.
Журнал рассказывал о судьбах ударников лагеря, публикуя их рисованные портреты и краткие биографии в рубрике "Красная доска".  Имелась и "Чёрная доска" для лентяев, нарушителей дисциплины.
В культурно-просветительном разделе журнала публиковались рецензии на спектакли и концерты, а также информация о событиях культурной жизни.
В завершение журнал публиковал научно-просветительный раздел, переписку с читателями, обозрение стенной и многотиражной прессы лагерных пунктов.

## Другие издания Соловецкого лагеря
Также на Соловках издавалась газета «Новые Соловки».
Начиная с 1924 года в лагере активно работало состоящее из заключённых Соловецкое отделение Архангельского общества краеведения (СОАОК). У него было четыре секции: историко-археологическая, криминологическая (социокультурные исследования уголовного мира), охотоведческая и естественно-историческая: биосад с дендрологическим питомником, агрокабинет, биостанция, энтомологический кабинет, питомник пушных зверей. За Обществом были закреплены библиотека, превышавшая 30 тысяч томов (в том числе редкие книги из монастырского собрания), и краеведческий музей, под охрану которого были поставлены памятники церковной архитектуры. В 1924—1927 выпускался научно-краеведческий журнал «Материалы СОАОК».